# Don't Fall Asleep
Don't Fall Asleep est le premier maxi-single de Leila sorti en 1997 chez Rephlex Records, cette chanson figure dans l'album Like Weather sorti l'année suivante. Le morceau est aussi inclus dans la compilation The Braindance Coincidence du même label en 2001. Les trois autres morceaux sont des inédits. Ce single figurait dans la liste des meilleurs singles de l'année établie par le magazine Les Inrockuptibles. Il est jugé « sombre et déboussolant » (« dark and disorientating » en anglais) par certains critiques musicaux.

## Liste des morceaux
1 / A1 - Don't Fall Asleep (3:28)
2 / B1 - Regular Return (3:26)
3 / B2 - How Do You Want It? (3:59)
4 - Track 4 (0:47) (seulement sur CD)

## Fiche
- Label : Rephlex Records
- Catalogue : CAT 054 CD / EP
- Format : CD, Maxi-Single / EP
- Pays : Angleterre
- Date de parution : 1997
- Genre : Musique électronique
- Style : Ambient, IDM, musique expérimentale